# Kvalspelet till U21-Europamästerskapet i fotboll 2021 (grupp 8)
Grupp 8 i kvalspelet till U21-Europamästerskapet i fotboll 2021 består av sex lag: Danmark, Rumänien, Ukraina, Finland, Nordirland och Malta. Lagindelningen i de nio grupperna i gruppspelet bestämdes genom en lottning på Uefas högkvarter i Nyon, Schweiz den 11 december 2018.
Matcherna i gruppen var från början schemalagda att spelas mellan den 6 september 2019 och 13 oktober 2020. Enligt det ursprungliga formatet skulle gruppsegrarna samt det bästa andraplacerade laget att kvalificera sig för huvudturneringen, medan övriga åtta grupptvåor skulle mötas i ett playoff.
Den 17 mars 2020 avbröts samtliga matcher på grund av coronaviruspandemin. Den 17 juni 2020 meddelade Uefa att gruppspelet skulle förlängas till den 17 november 2020 och att playoff-matcherna skulle bli inställda. Istället skulle gruppvinnarna samt de fem bästa andraplacerade lagen att kvalificera sig för huvudturneringen.

## Tabell
| Nr | Lag        | S  | V | O | F | GM | IM | MS  | P  |
| -- | ---------- | -- | - | - | - | -- | -- | --- | -- |
| 1  | Danmark    | 10 | 8 | 2 | 0 | 21 | 9  | +12 | 26 |
| 2  | Rumänien   | 10 | 6 | 2 | 2 | 22 | 7  | +15 | 20 |
| 3  | Ukraina    | 10 | 5 | 1 | 4 | 17 | 11 | +6  | 16 |
| 4  | Finland    | 10 | 4 | 1 | 5 | 14 | 15 | −1  | 13 |
| 5  | Nordirland | 10 | 2 | 3 | 5 | 7  | 13 | −6  | 9  |
| 6  | Malta      | 10 | 0 | 1 | 9 | 4  | 30 | −26 | 1  |

## Matcher
|             | 6 september 2019 | Ukraina | 0 – 2           | Finland                                       | Slavutych-Arena                                            |                                                            |
| 18:30 UTC+3 | 18:30 UTC+3      |         | (0 – 1) Rapport | 18′ Benjamin Källman 81′ (str.) Onni Valakari | Zaporizjzja Publik: 3 779 Domare: Tihomir Pejin (Kroatien) | Zaporizjzja Publik: 3 779 Domare: Tihomir Pejin (Kroatien) |
| 18:30 UTC+3 | 18:30 UTC+3      |         |                 |                                               | Zaporizjzja Publik: 3 779 Domare: Tihomir Pejin (Kroatien) | Zaporizjzja Publik: 3 779 Domare: Tihomir Pejin (Kroatien) |
| 18:30 UTC+3 | 18:30 UTC+3      |         |                 |                                               | Zaporizjzja Publik: 3 779 Domare: Tihomir Pejin (Kroatien) | Zaporizjzja Publik: 3 779 Domare: Tihomir Pejin (Kroatien) |

|             | 6 september 2019 | Nordirland | 0 – 0   | Malta | Ballymena Showgrounds                                |                                                      |
| 19:30 UTC+1 | 19:30 UTC+1      |            | Rapport |       | Ballymena Publik: 723 Domare: Ferenc Karakó (Ungern) | Ballymena Publik: 723 Domare: Ferenc Karakó (Ungern) |
| 19:30 UTC+1 | 19:30 UTC+1      |            |         |       | Ballymena Publik: 723 Domare: Ferenc Karakó (Ungern) | Ballymena Publik: 723 Domare: Ferenc Karakó (Ungern) |
| 19:30 UTC+1 | 19:30 UTC+1      |            |         |       | Ballymena Publik: 723 Domare: Ferenc Karakó (Ungern) | Ballymena Publik: 723 Domare: Ferenc Karakó (Ungern) |

|             | 10 september 2019 | Ukraina                                                                           | 4 – 0           | Malta | Slavutych-Arena                                           |                                                           |
| 18:30 UTC+3 | 18:30 UTC+3       | Dmytro Topalov 17′ Nazariy Rusyn 21′ Bohdan Lyednyev 40′ Heorhiy Tsitaishvili 83′ | (3 – 0) Rapport |       | Zaporizjzja Publik: 3 038 Domare: Juxhin Xhaja (Albanien) | Zaporizjzja Publik: 3 038 Domare: Juxhin Xhaja (Albanien) |
| 18:30 UTC+3 | 18:30 UTC+3       |                                                                                   |                 |       | Zaporizjzja Publik: 3 038 Domare: Juxhin Xhaja (Albanien) | Zaporizjzja Publik: 3 038 Domare: Juxhin Xhaja (Albanien) |
| 18:30 UTC+3 | 18:30 UTC+3       |                                                                                   |                 |       | Zaporizjzja Publik: 3 038 Domare: Juxhin Xhaja (Albanien) | Zaporizjzja Publik: 3 038 Domare: Juxhin Xhaja (Albanien) |

|             | 10 september 2019 | Finland          | 1 – 1           | Nordirland         | Raatti Stadium                                               |                                                              |
| 19:00 UTC+3 | 19:00 UTC+3       | Onni Valakari 4′ | (1 – 1) Rapport | 35′ Lewis Thompson | Uleåborg Publik: 3 666 Domare: Julian Weinberger (Österrike) | Uleåborg Publik: 3 666 Domare: Julian Weinberger (Österrike) |
| 19:00 UTC+3 | 19:00 UTC+3       |                  |                 |                    | Uleåborg Publik: 3 666 Domare: Julian Weinberger (Österrike) | Uleåborg Publik: 3 666 Domare: Julian Weinberger (Österrike) |
| 19:00 UTC+3 | 19:00 UTC+3       |                  |                 |                    | Uleåborg Publik: 3 666 Domare: Julian Weinberger (Österrike) | Uleåborg Publik: 3 666 Domare: Julian Weinberger (Österrike) |

|             | 10 september 2019 | Danmark                    | 2 – 1           | Rumänien           | Aalborg Portland Park                            |                                                  |
| 18:30 UTC+2 | 18:30 UTC+2       | Andreas Skov Olsen 3′, 55′ | (1 – 0) Rapport | 80′ Florinel Coman | Ålborg Publik: 1 702 Domare: Erez Papir (Israel) | Ålborg Publik: 1 702 Domare: Erez Papir (Israel) |
| 18:30 UTC+2 | 18:30 UTC+2       |                            |                 |                    | Ålborg Publik: 1 702 Domare: Erez Papir (Israel) | Ålborg Publik: 1 702 Domare: Erez Papir (Israel) |
| 18:30 UTC+2 | 18:30 UTC+2       |                            |                 |                    | Ålborg Publik: 1 702 Domare: Erez Papir (Israel) | Ålborg Publik: 1 702 Domare: Erez Papir (Israel) |

|             | 10 oktober 2019 | Finland                                                                                  | 4 – 0           | Malta | Veritas Stadion                                      |                                                      |
| 19:00 UTC+3 | 19:00 UTC+3     | Jasin-Amin Assehnoun 24′ Benjamin Källman 32′ Andreas Vella 38′ (sjm.) Onni Valakari 66′ | (3 – 0) Rapport |       | Åbo Publik: 1 320 Domare: Robert Ian Jenkins (Wales) | Åbo Publik: 1 320 Domare: Robert Ian Jenkins (Wales) |
| 19:00 UTC+3 | 19:00 UTC+3     |                                                                                          |                 |       | Åbo Publik: 1 320 Domare: Robert Ian Jenkins (Wales) | Åbo Publik: 1 320 Domare: Robert Ian Jenkins (Wales) |
| 19:00 UTC+3 | 19:00 UTC+3     |                                                                                          |                 |       | Åbo Publik: 1 320 Domare: Robert Ian Jenkins (Wales) | Åbo Publik: 1 320 Domare: Robert Ian Jenkins (Wales) |

|             | 10 oktober 2019 | Danmark                              | 2 – 1           | Nordirland        | Aalborg Portland Park                               |                                                     |
| 18:00 UTC+2 | 18:00 UTC+2     | Andreas Poulsen 30′ Jens Odgaard 86′ | (1 – 0) Rapport | 57′ Jake Dunwoody | Ålborg Publik: 647 Domare: Donatas Rumšas (Litauen) | Ålborg Publik: 647 Domare: Donatas Rumšas (Litauen) |
| 18:00 UTC+2 | 18:00 UTC+2     |                                      |                 |                   | Ålborg Publik: 647 Domare: Donatas Rumšas (Litauen) | Ålborg Publik: 647 Domare: Donatas Rumšas (Litauen) |
| 18:00 UTC+2 | 18:00 UTC+2     |                                      |                 |                   | Ålborg Publik: 647 Domare: Donatas Rumšas (Litauen) | Ålborg Publik: 647 Domare: Donatas Rumšas (Litauen) |

|             | 10 oktober 2019 | Rumänien                                    | 3 – 0           | Ukraina | Ilie Oană Stadium                                         |                                                           |
| 20:30 UTC+3 | 20:30 UTC+3     | Olimpiu Moruțan 75′ Adrian Petre 80′, 90+4′ | (0 – 0) Rapport |         | Ploiești Publik: 5 563 Domare: Bartosz Frankowski (Polen) | Ploiești Publik: 5 563 Domare: Bartosz Frankowski (Polen) |
| 20:30 UTC+3 | 20:30 UTC+3     |                                             |                 |         | Ploiești Publik: 5 563 Domare: Bartosz Frankowski (Polen) | Ploiești Publik: 5 563 Domare: Bartosz Frankowski (Polen) |
| 20:30 UTC+3 | 20:30 UTC+3     |                                             |                 |         | Ploiești Publik: 5 563 Domare: Bartosz Frankowski (Polen) | Ploiești Publik: 5 563 Domare: Bartosz Frankowski (Polen) |

|             | 14 oktober 2019 | Finland | 0 – 1           | Danmark            | Björneborg stadion                                          |                                                             |
| 19:00 UTC+3 | 19:00 UTC+3     |         | (0 – 1) Rapport | 12′ Nikolas Nartey | Björneborg Publik: 1 510 Domare: Peter Kralović (Slovakien) | Björneborg Publik: 1 510 Domare: Peter Kralović (Slovakien) |
| 19:00 UTC+3 | 19:00 UTC+3     |         |                 |                    | Björneborg Publik: 1 510 Domare: Peter Kralović (Slovakien) | Björneborg Publik: 1 510 Domare: Peter Kralović (Slovakien) |
| 19:00 UTC+3 | 19:00 UTC+3     |         |                 |                    | Björneborg Publik: 1 510 Domare: Peter Kralović (Slovakien) | Björneborg Publik: 1 510 Domare: Peter Kralović (Slovakien) |

|             | 14 oktober 2019 | Rumänien                                                 | 3 – 0           | Nordirland | Stadionul Anghel Iordănescu                                 |                                                             |
| 20:30 UTC+3 | 20:30 UTC+3     | Tudor Băluță 48′ Valentin Mihăilă 59′ Andrei Ciobanu 67′ | (0 – 0) Rapport |            | Voluntari Publik: 4 067 Domare: Nejc Kajtazovic (Slovenien) | Voluntari Publik: 4 067 Domare: Nejc Kajtazovic (Slovenien) |
| 20:30 UTC+3 | 20:30 UTC+3     |                                                          |                 |            | Voluntari Publik: 4 067 Domare: Nejc Kajtazovic (Slovenien) | Voluntari Publik: 4 067 Domare: Nejc Kajtazovic (Slovenien) |
| 20:30 UTC+3 | 20:30 UTC+3     |                                                          |                 |            | Voluntari Publik: 4 067 Domare: Nejc Kajtazovic (Slovenien) | Voluntari Publik: 4 067 Domare: Nejc Kajtazovic (Slovenien) |

|             | 14 november 2019 | Rumänien                                                  | 4 – 1           | Finland          | Stadionul Anghel Iordănescu                              |                                                          |
| 20:00 UTC+3 | 20:00 UTC+3      | Valentin Mihăilă 8′, 16′, 78′ Juho Hyvärinen 45+5′ (sjm.) | (3 – 1) Rapport | 3′ Kaan Kairinen | Voluntari Publik: 2 325 Domare: Robert Hennessy (Irland) | Voluntari Publik: 2 325 Domare: Robert Hennessy (Irland) |
| 20:00 UTC+3 | 20:00 UTC+3      |                                                           |                 |                  | Voluntari Publik: 2 325 Domare: Robert Hennessy (Irland) | Voluntari Publik: 2 325 Domare: Robert Hennessy (Irland) |
| 20:00 UTC+3 | 20:00 UTC+3      |                                                           |                 |                  | Voluntari Publik: 2 325 Domare: Robert Hennessy (Irland) | Voluntari Publik: 2 325 Domare: Robert Hennessy (Irland) |

|             | 15 november 2019 | Ukraina                                    | 2 – 3           | Danmark                         | Arena Lviv                                             |                                                        |
| 18:30 UTC+3 | 18:30 UTC+3      | Nazariy Rusyn 63′ Heorhiy Tsitaishvili 73′ | (0 – 2) Rapport | 5′, 24′, 59′ Andreas Skov Olsen | Lviv Publik: 17 321 Domare: Adrien Jaccottet (Schweiz) | Lviv Publik: 17 321 Domare: Adrien Jaccottet (Schweiz) |
| 18:30 UTC+3 | 18:30 UTC+3      |                                            |                 |                                 | Lviv Publik: 17 321 Domare: Adrien Jaccottet (Schweiz) | Lviv Publik: 17 321 Domare: Adrien Jaccottet (Schweiz) |
| 18:30 UTC+3 | 18:30 UTC+3      |                                            |                 |                                 | Lviv Publik: 17 321 Domare: Adrien Jaccottet (Schweiz) | Lviv Publik: 17 321 Domare: Adrien Jaccottet (Schweiz) |

|             | 19 november 2019 | Danmark                                                                                     | 5 – 1           | Malta              | Aalborg Portland Park                                |                                                      |
| 18:00 UTC+1 | 18:00 UTC+1      | Jacob Bruun Larsen 1′, 40′ (str.) Victor Nelsson 4′ Jens Odgaard 15′ Andreas Skov Olsen 67′ | (4 – 1) Rapport | 44′ Nicholas Pulis | Ålborg Publik: 1 051 Domare: Luis Teixeira (Andorra) | Ålborg Publik: 1 051 Domare: Luis Teixeira (Andorra) |
| 18:00 UTC+1 | 18:00 UTC+1      |                                                                                             |                 |                    | Ålborg Publik: 1 051 Domare: Luis Teixeira (Andorra) | Ålborg Publik: 1 051 Domare: Luis Teixeira (Andorra) |
| 18:00 UTC+1 | 18:00 UTC+1      |                                                                                             |                 |                    | Ålborg Publik: 1 051 Domare: Luis Teixeira (Andorra) | Ålborg Publik: 1 051 Domare: Luis Teixeira (Andorra) |

|             | 19 november 2019 | Nordirland | 0 – 0   | Rumänien | Ballymena Showgrounds                                  |                                                        |
| 17:30 UTC±0 | 17:30 UTC±0      |            | Rapport |          | Ballymena Publik: 1 641 Domare: Kai Erik Steen (Norge) | Ballymena Publik: 1 641 Domare: Kai Erik Steen (Norge) |
| 17:30 UTC±0 | 17:30 UTC±0      |            |         |          | Ballymena Publik: 1 641 Domare: Kai Erik Steen (Norge) | Ballymena Publik: 1 641 Domare: Kai Erik Steen (Norge) |
| 17:30 UTC±0 | 17:30 UTC±0      |            |         |          | Ballymena Publik: 1 641 Domare: Kai Erik Steen (Norge) | Ballymena Publik: 1 641 Domare: Kai Erik Steen (Norge) |

|             | 4 september 2020 | Malta | 0 – 2           | Nordirland                          | Centenary Stadium                                    |                                                      |
| 18:00 UTC+2 | 18:00 UTC+2      |       | (0 – 0) Rapport | 58′ Ross Larkin 68′ David Parkhouse | Ta' Qali Publik: 0 Domare: Michal Očenáš (Slovakien) | Ta' Qali Publik: 0 Domare: Michal Očenáš (Slovakien) |
| 18:00 UTC+2 | 18:00 UTC+2      |       |                 |                                     | Ta' Qali Publik: 0 Domare: Michal Očenáš (Slovakien) | Ta' Qali Publik: 0 Domare: Michal Očenáš (Slovakien) |
| 18:00 UTC+2 | 18:00 UTC+2      |       |                 |                                     | Ta' Qali Publik: 0 Domare: Michal Očenáš (Slovakien) | Ta' Qali Publik: 0 Domare: Michal Očenáš (Slovakien) |

|             | 4 september 2020 | Danmark                  | 1 – 1           | Ukraina          | Aalborg Portland Park                                    |                                                          |
| 18:00 UTC+2 | 18:00 UTC+2      | Emil Riis Jakobsen 90+5′ | (0 – 0) Rapport | 74′ Danylo Sikan | Ålborg Publik: 0 Domare: Jochem Kamphuis (Nederländerna) | Ålborg Publik: 0 Domare: Jochem Kamphuis (Nederländerna) |
| 18:00 UTC+2 | 18:00 UTC+2      |                          |                 |                  | Ålborg Publik: 0 Domare: Jochem Kamphuis (Nederländerna) | Ålborg Publik: 0 Domare: Jochem Kamphuis (Nederländerna) |
| 18:00 UTC+2 | 18:00 UTC+2      |                          |                 |                  | Ålborg Publik: 0 Domare: Jochem Kamphuis (Nederländerna) | Ålborg Publik: 0 Domare: Jochem Kamphuis (Nederländerna) |

|             | 4 september 2020 | Finland            | 1 – 3           | Rumänien                                                 | Veritas Stadion                                        |                                                        |
| 19:00 UTC+3 | 19:00 UTC+3      | Mikael Soisalo 25′ | (1 – 1) Rapport | 22′ Darius Olaru 58′ Valentin Mihăilă 85′ Andrei Ciobanu | Åbo Publik: 0 Domare: Anastasios Papapetrou (Grekland) | Åbo Publik: 0 Domare: Anastasios Papapetrou (Grekland) |
| 19:00 UTC+3 | 19:00 UTC+3      |                    |                 |                                                          | Åbo Publik: 0 Domare: Anastasios Papapetrou (Grekland) | Åbo Publik: 0 Domare: Anastasios Papapetrou (Grekland) |
| 19:00 UTC+3 | 19:00 UTC+3      |                    |                 |                                                          | Åbo Publik: 0 Domare: Anastasios Papapetrou (Grekland) | Åbo Publik: 0 Domare: Anastasios Papapetrou (Grekland) |

|             | 8 september 2020 | Malta | 0 – 3           | Rumänien                                                   | Centenary Stadium                               |                                                 |
| 18:00 UTC+2 | 18:00 UTC+2      |       | (0 – 2) Rapport | 7′ Dennis Man 42′ (str.) Valentin Costache 84′ Denis Haruț | Ta' Qali Publik: 0 Domare: Gergő Bogár (Ungern) | Ta' Qali Publik: 0 Domare: Gergő Bogár (Ungern) |
| 18:00 UTC+2 | 18:00 UTC+2      |       |                 |                                                            | Ta' Qali Publik: 0 Domare: Gergő Bogár (Ungern) | Ta' Qali Publik: 0 Domare: Gergő Bogár (Ungern) |
| 18:00 UTC+2 | 18:00 UTC+2      |       |                 |                                                            | Ta' Qali Publik: 0 Domare: Gergő Bogár (Ungern) | Ta' Qali Publik: 0 Domare: Gergő Bogár (Ungern) |

|             | 8 september 2020 | Nordirland | 0 – 1           | Danmark                       | Ballymena Showgrounds                             |                                                   |
| 17:00 UTC+1 | 17:00 UTC+1      |            | (0 – 0) Rapport | 76′ (str.) Andreas Skov Olsen | Ballymena Publik: 0 Domare: Igor Pajac (Kroatien) | Ballymena Publik: 0 Domare: Igor Pajac (Kroatien) |
| 17:00 UTC+1 | 17:00 UTC+1      |            |                 |                               | Ballymena Publik: 0 Domare: Igor Pajac (Kroatien) | Ballymena Publik: 0 Domare: Igor Pajac (Kroatien) |
| 17:00 UTC+1 | 17:00 UTC+1      |            |                 |                               | Ballymena Publik: 0 Domare: Igor Pajac (Kroatien) | Ballymena Publik: 0 Domare: Igor Pajac (Kroatien) |

|             | 8 september 2020 | Finland | 0 – 2           | Ukraina                                | Helsingfors Olympiastadion                                |                                                           |
| 19:00 UTC+3 | 19:00 UTC+3      |         | (0 – 2) Rapport | 23′ Yukhym Konoplya 45+3′ Danylo Sikan | Helsingfors Publik: 0 Domare: Thorvaldur Árnason (Island) | Helsingfors Publik: 0 Domare: Thorvaldur Árnason (Island) |
| 19:00 UTC+3 | 19:00 UTC+3      |         |                 |                                        | Helsingfors Publik: 0 Domare: Thorvaldur Árnason (Island) | Helsingfors Publik: 0 Domare: Thorvaldur Árnason (Island) |
| 19:00 UTC+3 | 19:00 UTC+3      |         |                 |                                        | Helsingfors Publik: 0 Domare: Thorvaldur Árnason (Island) | Helsingfors Publik: 0 Domare: Thorvaldur Árnason (Island) |

|             | 9 oktober 2020 | Ukraina                   | 1 – 0           | Rumänien | Obolon Arena                                          |                                                       |
| 18:30 UTC+2 | 18:30 UTC+2    | Serhiy Buletsa 80′ (str.) | (0 – 0) Rapport |          | Kiev Publik: 400 Domare: Furkat Atazhanov (Kazakstan) | Kiev Publik: 400 Domare: Furkat Atazhanov (Kazakstan) |
| 18:30 UTC+2 | 18:30 UTC+2    |                           |                 |          | Kiev Publik: 400 Domare: Furkat Atazhanov (Kazakstan) | Kiev Publik: 400 Domare: Furkat Atazhanov (Kazakstan) |
| 18:30 UTC+2 | 18:30 UTC+2    |                           |                 |          | Kiev Publik: 400 Domare: Furkat Atazhanov (Kazakstan) | Kiev Publik: 400 Domare: Furkat Atazhanov (Kazakstan) |

|             | 9 oktober 2020 | Malta             | 1 – 3           | Danmark                                                         | Centenary Stadium                                                |                                                                  |
| 18:00 UTC+2 | 18:00 UTC+2    | Ayrton Attard 52′ | (0 – 0) Rapport | 68′ Nikolai Laursen 84′ Mikkel Damsgaard 90+3′ Jesper Lindstrøm | Ta' Qali Publik: 0 Domare: Aristotelis Diamantopoulos (Grekland) | Ta' Qali Publik: 0 Domare: Aristotelis Diamantopoulos (Grekland) |
| 18:00 UTC+2 | 18:00 UTC+2    |                   |                 |                                                                 | Ta' Qali Publik: 0 Domare: Aristotelis Diamantopoulos (Grekland) | Ta' Qali Publik: 0 Domare: Aristotelis Diamantopoulos (Grekland) |
| 18:00 UTC+2 | 18:00 UTC+2    |                   |                 |                                                                 | Ta' Qali Publik: 0 Domare: Aristotelis Diamantopoulos (Grekland) | Ta' Qali Publik: 0 Domare: Aristotelis Diamantopoulos (Grekland) |

|             | 9 oktober 2020 | Nordirland            | 2 – 3           | Finland                                                 | Ballymena Showgrounds                                           |                                                                 |
| 18:00 UTC+1 | 18:00 UTC+1    | Paul O'Neill 23′, 59′ | (1 – 1) Rapport | 44′ Timo Stavitski 62′ Mikael Soisalo 68′ Naatan Skyttä | Ballymena Publik: 0 Domare: Vitor Fernandes Ferreira (Portugal) | Ballymena Publik: 0 Domare: Vitor Fernandes Ferreira (Portugal) |
| 18:00 UTC+1 | 18:00 UTC+1    |                       |                 |                                                         | Ballymena Publik: 0 Domare: Vitor Fernandes Ferreira (Portugal) | Ballymena Publik: 0 Domare: Vitor Fernandes Ferreira (Portugal) |
| 18:00 UTC+1 | 18:00 UTC+1    |                       |                 |                                                         | Ballymena Publik: 0 Domare: Vitor Fernandes Ferreira (Portugal) | Ballymena Publik: 0 Domare: Vitor Fernandes Ferreira (Portugal) |

|             | 13 oktober 2020 | Danmark               | 2 – 1           | Finland                 | Aalborg Portland Park                              |                                                    |
| 18:00 UTC+2 | 18:00 UTC+2     | Victor Jensen 2′, 60′ | (1 – 0) Rapport | 51′ (str.) Marcus Forss | Ålborg Publik: 287 Domare: Besfort Kasumi (Kosovo) | Ålborg Publik: 287 Domare: Besfort Kasumi (Kosovo) |
| 18:00 UTC+2 | 18:00 UTC+2     |                       |                 |                         | Ålborg Publik: 287 Domare: Besfort Kasumi (Kosovo) | Ålborg Publik: 287 Domare: Besfort Kasumi (Kosovo) |
| 18:00 UTC+2 | 18:00 UTC+2     |                       |                 |                         | Ålborg Publik: 287 Domare: Besfort Kasumi (Kosovo) | Ålborg Publik: 287 Domare: Besfort Kasumi (Kosovo) |

|             | 13 oktober 2020 | Rumänien                                                        | 4 – 1           | Malta           | Stadionul Marin Anastasovici                      |                                                   |
| 20:00 UTC+3 | 20:00 UTC+3     | Alexandru Mățan 17′ Dennis Man 27′, 40′ (str.) George Ganea 36′ | (4 – 0) Rapport | 51′ Omar Elouni | Giurgiu Publik: 0 Domare: Visar Kastrati (Kosovo) | Giurgiu Publik: 0 Domare: Visar Kastrati (Kosovo) |
| 20:00 UTC+3 | 20:00 UTC+3     |                                                                 |                 |                 | Giurgiu Publik: 0 Domare: Visar Kastrati (Kosovo) | Giurgiu Publik: 0 Domare: Visar Kastrati (Kosovo) |
| 20:00 UTC+3 | 20:00 UTC+3     |                                                                 |                 |                 | Giurgiu Publik: 0 Domare: Visar Kastrati (Kosovo) | Giurgiu Publik: 0 Domare: Visar Kastrati (Kosovo) |

|             | 13 oktober 2020 | Nordirland       | 1 – 0           | Ukraina | Ballymena Showgrounds                                 |                                                       |
| 18:00 UTC+1 | 18:00 UTC+1     | Paul O'Neill 61′ | (0 – 0) Rapport |         | Ballymena Publik: 0 Domare: Barbeno Luca (San Marino) | Ballymena Publik: 0 Domare: Barbeno Luca (San Marino) |
| 18:00 UTC+1 | 18:00 UTC+1     |                  |                 |         | Ballymena Publik: 0 Domare: Barbeno Luca (San Marino) | Ballymena Publik: 0 Domare: Barbeno Luca (San Marino) |
| 18:00 UTC+1 | 18:00 UTC+1     |                  |                 |         | Ballymena Publik: 0 Domare: Barbeno Luca (San Marino) | Ballymena Publik: 0 Domare: Barbeno Luca (San Marino) |

|             | 13 november 2020 | Malta           | 1 – 4           | Ukraina                                                              | Centenary Stadium                                  |                                                    |
| 17:00 UTC+1 | 17:00 UTC+1      | Omar Elouni 47′ | (0 – 2) Rapport | 4′, 32′ Mykola Kukharevych 79′ Bohdan Milovanov 90+2′ Illya Shevtsov | Ta' Qali Publik: 0 Domare: Pavel Rejzek (Tjeckien) | Ta' Qali Publik: 0 Domare: Pavel Rejzek (Tjeckien) |
| 17:00 UTC+1 | 17:00 UTC+1      |                 |                 |                                                                      | Ta' Qali Publik: 0 Domare: Pavel Rejzek (Tjeckien) | Ta' Qali Publik: 0 Domare: Pavel Rejzek (Tjeckien) |
| 17:00 UTC+1 | 17:00 UTC+1      |                 |                 |                                                                      | Ta' Qali Publik: 0 Domare: Pavel Rejzek (Tjeckien) | Ta' Qali Publik: 0 Domare: Pavel Rejzek (Tjeckien) |

|             | 17 november 2020 | Malta | 0 – 1           | Finland              | Centenary Stadium                                   |                                                     |
| 15:00 UTC+1 | 15:00 UTC+1      |       | (0 – 1) Rapport | 18′ Benjamin Källman | Ta' Qali Publik: 0 Domare: Nikola Popov (Bulgarien) | Ta' Qali Publik: 0 Domare: Nikola Popov (Bulgarien) |
| 15:00 UTC+1 | 15:00 UTC+1      |       |                 |                      | Ta' Qali Publik: 0 Domare: Nikola Popov (Bulgarien) | Ta' Qali Publik: 0 Domare: Nikola Popov (Bulgarien) |
| 15:00 UTC+1 | 15:00 UTC+1      |       |                 |                      | Ta' Qali Publik: 0 Domare: Nikola Popov (Bulgarien) | Ta' Qali Publik: 0 Domare: Nikola Popov (Bulgarien) |

|             | 17 november 2020 | Ukraina                                                          | 3 – 0           | Nordirland | Kolos Stadium                                           |                                                         |
| 18:30 UTC+2 | 18:30 UTC+2      | Vladyslav Babohlo 68′ Yevhen Isayenko 70′ Mykola Kukharevych 74′ | (0 – 0) Rapport |            | Kovalivka Publik: 0 Domare: Rauf Jabarov (Azerbajdzjan) | Kovalivka Publik: 0 Domare: Rauf Jabarov (Azerbajdzjan) |
| 18:30 UTC+2 | 18:30 UTC+2      |                                                                  |                 |            | Kovalivka Publik: 0 Domare: Rauf Jabarov (Azerbajdzjan) | Kovalivka Publik: 0 Domare: Rauf Jabarov (Azerbajdzjan) |
| 18:30 UTC+2 | 18:30 UTC+2      |                                                                  |                 |            | Kovalivka Publik: 0 Domare: Rauf Jabarov (Azerbajdzjan) | Kovalivka Publik: 0 Domare: Rauf Jabarov (Azerbajdzjan) |

|             | 17 november 2020 | Rumänien              | 1 – 1           | Danmark                    | Ilie Oană Stadium                                         |                                                           |
| 20:30 UTC+2 | 20:30 UTC+2      | Valentin Costache 72′ | (0 – 0) Rapport | 50′ (str.) Nikolai Laursen | Ploiești Publik: 0 Domare: Goga Kikacheishvili (Georgien) | Ploiești Publik: 0 Domare: Goga Kikacheishvili (Georgien) |
| 20:30 UTC+2 | 20:30 UTC+2      |                       |                 |                            | Ploiești Publik: 0 Domare: Goga Kikacheishvili (Georgien) | Ploiești Publik: 0 Domare: Goga Kikacheishvili (Georgien) |
| 20:30 UTC+2 | 20:30 UTC+2      |                       |                 |                            | Ploiești Publik: 0 Domare: Goga Kikacheishvili (Georgien) | Ploiești Publik: 0 Domare: Goga Kikacheishvili (Georgien) |

## Målskyttar
Det gjordes 85 mål på 30 matcher, vilket gav ett snitt på 2,83 mål per match.
7 mål
- Andreas Skov Olsen

5 mål
- Valentin Mihăilă

3 mål
- Onni Valakari
- Benjamin Källman
- Paul O'Neill
- Dennis Man
- Mykola Kukharevych

2 mål
- Jacob Bruun Larsen
- Jens Odgaard
- Victor Jensen
- Nikolai Laursen
- Mikael Soisalo
- Omar Elounil
- Andrei Ciobanu
- Adrian Petre
- Valentin Costache
- Nazariy Rusyn
- Danylo Sikan
- Heorhiy Tsitaishvili

1 mål
- Mikkel Damsgaard
- Emil Riis Jakobsen
- Jesper Lindstrøm
- Nikolas Nartey
- Victor Nelsson
- Andreas Poulsen
- Jasin-Amin Assehnoun
- Marcus Forss
- Kaan Kairinen
- Timo Stavitski
- Naatan Skyttä
- Ayrton Attard
- Nicholas Pulis
- Jake Dunwoody
- Ross Larkin
- David Parkhouse
- Lewis Thompson
- Tudor Băluță
- Florinel Coman
- George Ganea
- Denis Haruț
- Olimpiu Moruțan
- Alexandru Mățan
- Darius Olaru
- Vladyslav Babohlo
- Serhiy Buletsa
- Yevhen Isayenko
- Yukhym Konoplya
- Bohdan Lyednyev
- Bohdan Milovanov
- Illya Shevtsov
- Dmytro Topalov

1 självmål
- Juho Hyvärinen (mot Rumänien)
- Andreas Vella (mot Finland)